# Фантаспорту
«Фантаспорту» (порт. «Fantasporto»; Festival Internacional de Cinema do Porto) — кинофестиваль фильмов в жанре фантастики, который ежегодно проводится в городе Порту, Португалия, с 1981 года.

## История
«Фантаспорту» основали издатели журнала «Cinema Novo» (рус. «Новое кино») в 1980 году как фестиваль фантастического кино. В 1981 году на первом фестивале конкурс не проводился. С 1982 года в рамках конкурсного показа стали вручаться премии. До 1993 года фестиваль носил название «Mostra de Cinema Fantástico» («Смотр фантастического кино»), с 1993 года — в нынешнем названии.
Постепенно фестиваль превратился в конгломерат культурных событий (премьерных кинопоказов, ретроспектив, подборок картин режиссёров и иных персоналий кинематографа, смотр музыкальных видео), что характерно для генезиса фестивалей фантастических фильмов (например, Кинофестиваль в Жерармере).
В последние годы в рамках «Фантаспорту» ежегодно демонстрируется около двухсот фильмов самых разных жанров. Фестиваль ориентирован на фантастические фильмы, которые принимают участие в конкурсной программе. Во внеконкурсной программе были представлены картины разных жанров, в основном, из Европы и США. Помимо конкурсной программы в рамках фестиваля проходит Неделя режиссёров, работает секция музыкальных видео и проводится ретроспектива фильмов.
Советский фильм «Кин-дза-дза!» номинировался в 1988 году на премию за лучший фильм.
Среди лауреатов в разделе «Ретроспективе мирового кино» в 2007 году оказалась киностудия «Мосфильм». Подборка картин состояла из 8 фильмов, в числе которых: «Зеркало» и «Андрей Рублев» режиссёра Андрея Тарковского, два фильма Александра Птушко: «Вий» и «Садко», «Агония» Элема Климова, «Восхождение» Ларисы Шепитько, картины Карена Шахназарова «Город Зеро» и «День полнолуния». Концерн «Мосфильм» получил награду «За заслуги в мировом кинематографе». В этом же году специального приза жюри в конкурсе короткометражных лент удостоился молодой белорусский режиссёр Григорий Тисецкий за фильм «Трапеза».
В 2016 году специальный приз жюри (вторая по значимости награда фестиваля) получил российский фильм «Пиковая Дама: черный обряд» (режиссер — Святослав Подгаевский, оператор — Антон Зенкович, продюсер — Иван Капитонов)
Фестиваль финансируется Министерством культуры Португалии, а Почётный Совет фестиваля возглавляет Президент Португалии.

## Основные номинации

### В конкурсе полнометражных лент
- Лучший фильм
- Лучший режиссёр
- Лучший актёр
- Лучшая актриса
- Лучший сценарий
- Лучшие спецэффекты (с 1983 года)
- Лучшая операторская работа (с 1986 года)
- Приз критики
- Специальный приз жюри
- Специальное упоминание
- Приз зрителей

### В конкурсе короткометражных лент
- Лучший фильм
- Приз критики
- Специальный приз жюри

### В конкурсе «Неделя новых режиссёров»
- Приз в разделе «Новые режиссёры» (с 1992 года)

## Лауреаты фестиваля (Главный приз за лучший полнометражный фильм)
- 1982 — Избавитель (The Redeemer), режиссёр Крсто Папич, Югославия
- 1983 — Сканнеры (Scanners), режиссёр Дэвид Кроненберг, Канада
- 1984 — Последняя битва (The Last Battle), режиссёр Люк Бессон, Франция
- 1985 — В компании волков (The Company of Wolves), режиссёр Нил Джордан, Ирландия-Великобритания
- 1986 — Вечный огонь (Fuego eterno), режиссёр Хосе Анхель Ребольедо, Испания
- 1987 — Защита империи (Defense of the Realm), режиссёр Дэвид Друри, Великобритания
- 1988 — Китайская история призраков (Chinese Ghost Story, A), режиссёр Чэн Сяодун, Гонконг
- 1989 — Обезьяна-убийца (Monkey Shines), режиссёр Джордж Ромеро, США
- 1990 — Чёрная радуга (Black Rainbow), режиссёр Майк Ходжес, Великобритания
- 1991 — Генри: Портрет убийцы-маньяка (Henry: Portrait of a Serial Killer), режиссёр Джон Макноутон, США
- 1992 — Тото-герой (Toto le Héros), режиссёр Жако Ван Дормаль, Франция
- 1993 — Живая мертвечина (Braindead), режиссёр Питер Джексон, Новая Зеландия
- 1994 — Хронос (Cronos), режиссёр Гильермо дель Торо, Испания
- 1995 — Неглубокая могила (Shallow Grave), режиссёр Дэнни Бойл, Великобритания
- 1996 — Семь (Seven), режиссёр Дэвид Финчер, США
- 1997 — Связь (Bound), режиссёры братья Вачовски, США
- 1998 — Провал во времени (Retroactive), режиссёр Луи Морноу
- 1999 — Куб (Cube), режиссёр Винченцо Натали, Канада
- 2000 — Закат в Сиаме (Siam Sunset), режиссёр Джон Полсон
- 2001 — Сука-любовь (Amores perros), режиссёр Алехандро Гонсалес Иньярриту, Мексика
- 2002 — Фаусто 5.0 (Fausto 5.0), режиссёр Лос Фура дель Баус, Австрия
- 2003 — Интакто (Intacto), режиссёр Хуан Карлос Фреснадильо, Испания
- 2004 — История двух сестёр (Janghwa, Hongryeon), режиссёр Ки Джи Вун, Южная Корея
- 2005 — Пустота (Nothing), режиссёр Винченцо Натали, Канада
- 2006 — 30 дней до рассвета (30 Frostbiten), режиссёр Андерс Банке, Швеция
- 2007 — Лабиринт Фавна (Pan’s Labyrinth), режиссёр Гильермо дель Торо, Испания, Мексика, США
- 2008 — Репортаж ([Rec]), режиссёр Жауме Балагеро, Пако Пласа, Испания
- 2009 — Идиоты и ангелы (Idiots and Angels), режиссёр Билл Плимптон, США
- 2010 — Бессердечный (Heartless), режиссёр Филип Ридли, Великобритания
- 2011 — Чёрная вода (Two Staring Eyes), режиссёр Элберт ван Стриен, Нидерланды
- 2012 — 2016: Конец ночи (Hell), режиссёр Тим Фельбаум, Германия
- 2013 — Мама (Mama), режиссёр Андрес Мускетти, Испания
- 2014 — Мисс Зомби[англ.] , режиссёр Сабу (псевдоним Хироюки Танака), Япония
- 2015 — Лиза-лиса (Liza, a rókatündér), режиссёр Карой Уй Месарош, Венгрия
- 2016 — Дочери танца, режиссёр Агнешка Смочынская[пол.], Польша